# Masquerade (musikgrupp)
Masquerade är en svensk musikgrupp från Skövde som bildades 1988.
Tony Johansson – sång, Thomas G:son – gitarr, Marco Tapani – trummor och Henrik Lundberg – bas, tillsammans bildar de Skövdebandet Masquerade. Det var på hösten 1988 som dessa fyra förstod att de hade samma musikaliska smak och ambitioner. Under de två första åren koncentrerade de sig på att skriva låtar, repa och spela live så mycket som de bara gick. 1990 hade bandet spelat in en demokassett som brittiska hårdrocksmagasinet Metal Hammer fått tag på och i den kommande recensionen av demo gav de bandet outstanding 100 av 100 möjliga.
1991 började Masquerade att spela in sitt debutalbum "MASQUERADE", och deras goda vänskap med Christer Wedin (Dino Music, Empire Records) som de träffat tidigt i karriären när Christer satt i juryn för rockbandstävlingen Yamaha Scandinavian Rock Band Contest, gjorde att valet av skivbolag var givet. Christer såg till att ljudtekniker Ronny Lahti (Saigon Kick, Europe, Talisman, Electric Boys) blev kontaktad och slutförde inspelningen och sedan mixade albumet. Albumet MASQUERADE släpptes 1992, och fick strålande kritik. Journalister jämförde bandet med storheter som Whitesnake och Def Leppard.
1995 släpptes Masquerades andra album "Surface Of Pain" och denna gång samarbetade de med Ronny Lahti från början till färdig mix. Albumet hade en betydligt hårdare attityd, än det första väldigt AOR-inriktade albumet, detta gjorde nog att många blev lite förundrade över denna release. Men samtidigt fick de genomslag i USA där de plötsligt jämfördes med grupper som Metallica, Kings X, Fates Warning etc. Det tog inte lång tid innan amerikanska skivbolaget Metal Blade kontrakterade bandet för USA-marknaden och Tony Johansson och Henrik Lundberg åkte till USA för promotion. Efter detta blev det turnéer i Europa och Japan.
Efter ett ganska långt uppehåll kom Masquerade med ett tredje album "Flux" 2001. Denna gång var det Fredrik Nordström (Hammerfall) som skötte inspelning och mix, även det släpptes i USA genom Metal Blade.

## Medlemmar
- Tony Johansson – sång
- Thomas G:son – gitarr
- Marco Tapani – trummor
- Henrik Lundberg – bas

## Diskografi
- MASQUERADE 1991
- Surface Of Pain 1995
- Flux 2001